# Jaroslav Matoušek
Pour les articles homonymes, voir Matoušek.
Jaroslav Matoušek (né le 7 avril 1951 à Trutnov, région de Hradec Králové, alors en Tchécoslovaquie) est un ancien athlète tchèque, spécialiste du sprint.
Il appartenait au club RH de Prague et concourait pour la Tchécoslovaquie.
Il participe aux Jeux olympiques de Munich en 1972 et est demi-finaliste du 100 et du 200 m, mais surtout il termine 4e de la finale du relais 4 × 100 m. Il détient toujours le record de la République tchèque en 38 s 82 (Jaroslav Matoušek, Juraj Demeč, Jiří Kynos, Luděk Bohman), l'équipe ne comportant aucun Slovaque.
À ces Jeux olympiques, en quarts de finale, il court en 10 s 35 et en 20 s 65.